# كيم كي هي
كيم كي هي (هانغل: 김기희) (مواليد 13 يوليو 1989) هو لاعب كرة قدم كوري جنوبي يلعب حالياً في مركز قلب الدفاع في نادي سياتل ساوندرز في الدوري الأمريكي لكرة القدم. يجيد أيضا اللعب في مركز الوسط المدافع. لعب كيم لفرق في دوري كوريا الجنوبية لكرة القدم ودوري نجوم قطر والدوري الصيني الممتاز. كما مثل منتخب كوريا الجنوبية.

## المسيرة الرياضية مع الأندية

### دايغو
لعب كيم في دوري الجامعات لصالح جامعة هونجيك في الفترة من 2008 إلى 2010. ثم تمت صياغة كيم في الجولة الثانية من بطولة دوري كوريا الجنوبية لكرة القدم 2011 بواسطة نادي دايغو. بدأ كيم مشواره الاحترافي في 5 مارس 2011 حيث لعب 90 دقيقة كاملة من مباراة دايغو الافتتاحية لموسم 2011 ضد نادي غوانغجو التي انتهت بالخسارة 1-2.

#### الإعارة إلى السيلية
في 26 سبتمبر 2012 انضم كيم إلى نادي السيلية الصاعد حديثا إلى دوري نجوم قطر بنظام الإعارة.

### جونبك هيونداي موتورز
انضم كيم إلى فريق جونبك هيونداي موتورز عام 2013 وساعد الفريق على الفوز بلقبين متتاليين في الدوري الكوري.

### شانغهاي غرينلاند شينهوا
في 19 فبراير 2016 انتقل كيم إلى نادي شانغهاي غرينلاند شينهوا في الدوري الصيني الممتاز من جونبك هيونداي موتورز مقابل مبلغ 6 ملايين دولار أمريكي. وصف وكيل كيم الصفقة بأنها «أكبر عملية انتقال في التاريخ الكوري». في 5 مارس 2016 لعب لأول مرة للنادي عندما تعادل 1-1 مع يانبيان فند.

### سياتل سوندرز
في 27 فبراير 2018 انتقل كيم إلى نادي سياتل ساوندرز في الدوري الأمريكي لكرة القدم باستخدام أموال التخصيص المستهدفة.

## المسيرة الرياضية مع المنتخب
في عام 2011 تم اختيار كيم لمنتخب كوريا الجنوبية تحت 23 سنة الذي شارك في بطولة كأس الملك 2012 وهي بطولة سنوية تقام في تايلاند.
في عام 2012 فاز كيم بالميدالية البرونزية مع منتخب كوريا الجنوبية تحت 23 سنة في دورة الألعاب الأولمبية الصيفية 2012 في لندن والتي كانت أول ميدالية أولمبية في تاريخ كرة القدم الكورية الجنوبية وتم منحه إعفاء لسنتين من الخدمة العسكرية الإلزامية مثل باقي أعضاء المنتخب.

## الإنجازات

### الأندية
- جونبك هيونداي موتورز
  - الدرجة الأولى (2): 2014 - دوري كوريا الجنوبية لكرة القدم 2015-2015
- شانغهاي غرينلاند شينهوا
  - كأس الاتحاد الصيني (1): 2017

### المنتخب
- منتخب كوريا الجنوبية تحت 23 سنة
  - الميدالية البرونزية في دورة الألعاب الأولمبية الصيفية (1): 2012

### الشخصية
- الاتحاد الكوري الجنوبي لكرة القدم
  - تشكيلة الموسم في بطولة دوري كوريا الجنوبية لكرة القدم (1): 2015

## إحصائيات المسيرة الرياضية
آخر تحديث 4 نوفمبر 2017.
| أداء النادي      | أداء النادي          | أداء النادي      | الدوري    | الدوري  | الكأس          | الكأس          | كأس الدوري         | كأس الدوري         | القارة    | القارة   | أخرى      | أخرى    | المجموع   | المجموع |
| الموسم           | النادي               | الدوري           | المباريات | الأهداف | المباريات      | الأهداف        | المباريات          | الأهداف            | المباريات | الأهداف  | المباريات | الأهداف | المباريات | الأهداف |
| كوريا الجنوبية   | كوريا الجنوبية       | كوريا الجنوبية   | الدوري    | الدوري  | كأس الاتحاد    | كأس الاتحاد    | كأس الدوري         | كأس الدوري         | آسيا      | آسيا     | أخرى      | أخرى    | المجموع   | المجموع |
| ---------------- | -------------------- | ---------------- | --------- | ------- | -------------- | -------------- | ------------------ | ------------------ | --------- | -------- | --------- | ------- | --------- | ------- |
| 2011             | دايغو                | الدرجة الأولى    | 12        | 0       | 0              | 0              | 2                  | 0                  | -         | -        | -         | -       | 14        | 0       |
| 2012             | دايغو                | الدرجة الأولى    | 17        | 2       | 0              | 0              | 0                  | 0                  | -         | -        | -         | -       | 17        | 2       |
| قطر              | قطر                  | قطر              | الدوري    | الدوري  | كأس الأمير     | كأس الأمير     | كأس النجوم         | كأس النجوم         | آسيا      | آسيا     | أخرى      | أخرى    | المجموع   | المجموع |
| 2012-13          | السيلية              | دوري نجوم قطر    | 20        | 0       | 0              | 0              | 0                  | 0                  | -         | -        | -         | -       | 20        | 0       |
| كوريا الجنوبية   | كوريا الجنوبية       | كوريا الجنوبية   | الدوري    | الدوري  | كأس الاتحاد    | كأس الاتحاد    | كأس الدوري         | كأس الدوري         | آسيا      | آسيا     | أخرى      | أخرى    | المجموع   | المجموع |
| 2013             | جونبك هيونداي موتورز | الدرجة الأولى    | 19        | 0       | 2              | 1              | 0                  | 0                  | 0         | 0        | -         | -       | 21        | 1       |
| 2014             | جونبك هيونداي موتورز | الدرجة الأولى    | 28        | 0       | 1              | 0              | 0                  | 0                  | 7         | 0        | -         | -       | 36        | 0       |
| 2015             | جونبك هيونداي موتورز | الدرجة الأولى    | 33        | 0       | 1              | 0              | 0                  | 0                  | 8         | 1        | -         | -       | 42        | 1       |
| الصين            | الصين                | الصين            | الدوري    | الدوري  | كأس الاتحاد    | كأس الاتحاد    | كأس الدوري الممتاز | كأس الدوري الممتاز | آسيا      | آسيا     | أخرى      | أخرى    | المجموع   | المجموع |
| 2016             | شانغهاي شينهوا       | الدوري الممتاز   | 30        | 1       | 0              | 0              | -                  | -                  | -         | -        | -         | -       | 30        | 1       |
| 2017             | شانغهاي شينهوا       | الدوري الممتاز   | 15        | 1       | 1              | 1              | -                  | -                  | 1         | 0        | -         | -       | 17        | 2       |
| الولايات المتحدة | الولايات المتحدة     | الولايات المتحدة | الدوري    | الدوري  | الكأس المفتوحة | الكأس المفتوحة | كأس الدوري         | كأس الدوري         | كونكاكاف  | كونكاكاف | أخرى      | أخرى    | المجموع   | المجموع |
| 2018             | سياتل ساوندرز        | الدوري           | 0         | 0       | 0              | 0              | 0                  | 0                  | 0         | 0        | 0         | 0       | 0         | 0       |